# Vertrag von Vietmannsdorf
Der Vertrag von Vietmannsdorf, auch Wittmannsdorfer Vertrag genannt, wurde  zwischen dem Mecklenburger Fürsten Heinrich II. und den askanischen Markgrafen von Brandenburg am 15. Januar 1304 im heutigen Vietmannsdorf geschlossen. Der Vertrag sicherte Heinrich II. das Land Stargard als Lehen und dem Land selbst zehn Jahre lang den Frieden.

## Vorgeschichte

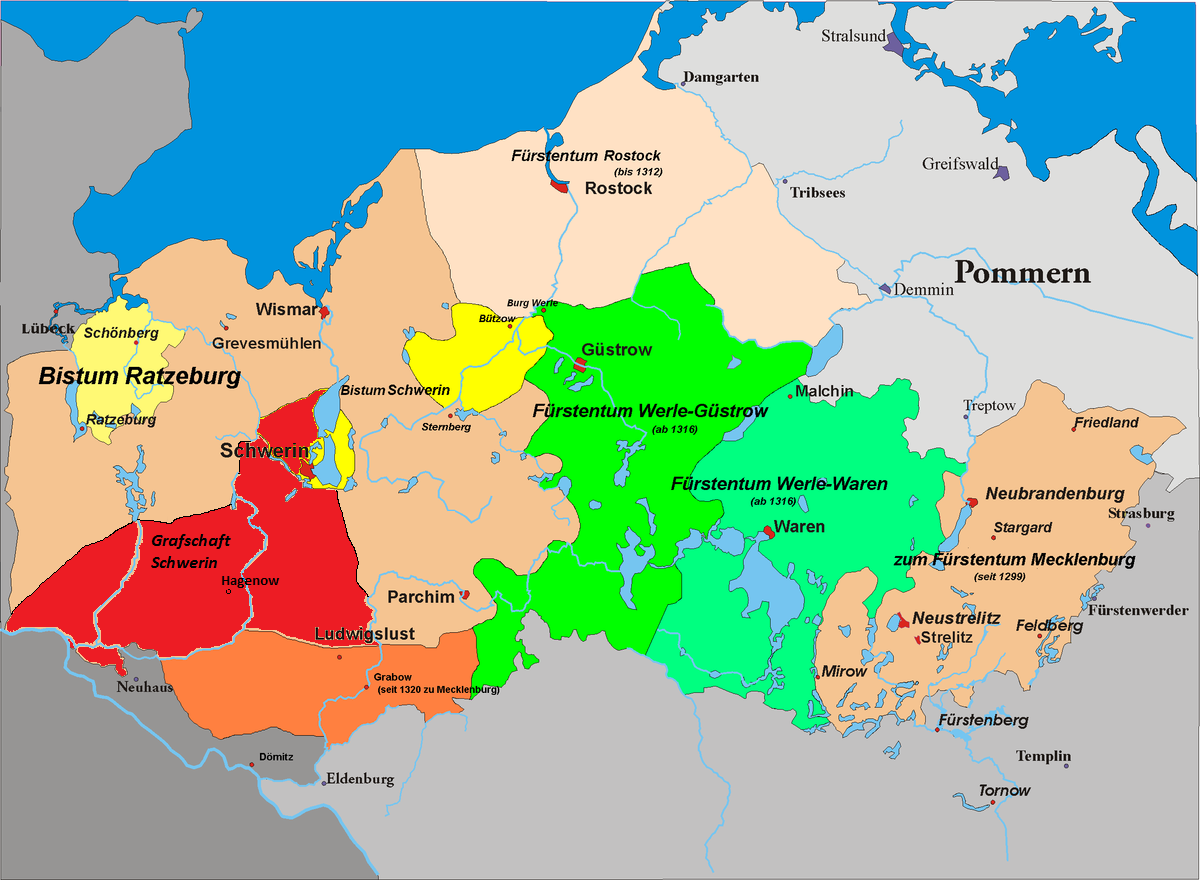
Karte von Mecklenburg um 1300

1292 heiratete Heinrich II. – auch der Löwe genannt – Beatrix von Brandenburg. Die Tochter des Brandenburger Markgrafen Albrecht III. brachte das Land Stargard als Wittum mit in die Ehe. Nach dem Tod seiner Söhne Otto und Johann (1298 oder 1299) verkaufte Albrecht III. seinem Schwiegersohn das Land als Lehen. Dieser blieb jedoch den Kaufpreis schuldig. Als Albrecht III. 1300 starb, erbte dessen Neffe Hermann aus der ottonischen Linie der askanischen Markgrafen von Brandenburg das Land Stargard. Heinrich II. wurde von ihm jedoch zunächst nicht als Lehnsmann akzeptiert. Da er aber den kriegserfahrenen Mecklenburger als Mitstreiter für ein Bündnis mit dem böhmischen König Wenzel II. zur Durchsetzung gemeinsamer Interessen gegen den römisch-deutschen König Albrecht I. gewinnen wollte, lenkte er ein und schloss mit Heinrich II. den Wittmannsdorfer Vertrag.

## Vertragsinhalt
Im Vertrag wurde erstmals beurkundet und verbürgt, dass Heinrich II. den Kaufpreis für das Land Stargard in Höhe von 3.000 Mark Silber schuldig geblieben war. Nun überließ ihm Hermann das Land für „5000 Mark brandenburgischen Silbers und brandenburgischen Gewichts“ als Lehensgut und seiner Gattin Beatrix als Leibgedinge. Sollten den Ehegatten Erben geboren werden, würde das Land Stargard als erbliches Lehen weiter an diese vergeben werden, anderenfalls an den Markgrafen und dessen Kinder zurückfallen. Aus dem Vertrag waren „ausgenommen, die Münzei und das Eisen zu Lychen das sollen wir behalten und unsere Erben, auch das dort brandenburgische Pfennige gehen und unsere Münzmeister das Wechselrecht in dem Lande zu Stargard haben, daran soll der von Mecklenburg uns nicht dran hindern oder jemand von seinetwegen.“  Die Lychener Münze blieb also in Besitz der Brandenburger Markgrafen, der Brandenburgische Pfennig als Währung in Umlauf und der Geldwechsel das Vorrecht der märkischen Münzmeister. Es wurde festgelegt, dass der Kaufpreis für das Lehen in Teilen zu jeweils 1.000 Mark in Templin an den Feiertagen Martini (11. November) und Walpurgis (1. Mai) auszuzahlen war. Für die Zahlung bürgten außer Heinrich II. noch Nikolaus von Werle, der Fürst Wizlaw III. von Rügen, die Grafen Nikolaus I. und Gunzelin V. von Schwerin, der Graf von Gützkow, 43 Ritter und 7 Knappen sowie der Rat der Städte Neubrandenburg, Friedland, Stargard, Lychen und Woldegk. Außerdem wurde im Vertrag bestimmt, dass Heinrich II. „seinen Mannen im Lande Stargard zu Lehen geben kann was er will“. Die Vertragsurkunde wurde von Hermann und auch von den  Markgrafen der johanneischen Linie  gesiegelt.

## Fortgang
Noch im selben Jahr brachen Heinrich II. und die Brandenburger Markgrafen mit 400 Gefolgsleuten nach Böhmen auf, um im Sold König Wenzel II. gegen den römisch-deutschen König Albrecht I. zu Felde zu ziehen. Grundlage war ein gleichzeitig mit dem Wittmannsdorfer Vertrag  geschlossenes Bündnis. Der Böhmische Feldzug verlief ohne größere Kämpfe und wurde schließlich  abgebrochen. Heinrich II. verdankte dieser „böhmischen Reise“ seinen Beinamen – der Löwe – weil er das Feld  „recht als eyn Lewe“ vor Albrecht I. nicht räumen wollte. Für die Teilnahme am Feldzug erhielt Heinrich vom böhmischen König einen Sold von 1000 Schock Prager Groschen. Diesen verwendete er um sein Lehen voll abzubezahlen und sich damit das Land Stargard endgültig zu sichern.
Markgraf Hermann starb am 1. Februar 1308. Er hinterließ seinen sechsjährigen Sohn Johann V., für den als Vormund nun Markgraf Waldemar die Mark Brandenburg regierte. Als Beatrix von Brandenburg am 22. September 1314 starb, wurde auch das Land Stargard wieder Kriegsschauplatz. Die Brandenburger erkannten Heinrich II. als Lehnsmann nicht mehr an und beanspruchten das Land für sich. 1315 fiel dann Waldemar im Norddeutschen Markgrafenkrieg (1308–1317) in das Land Stargard ein. Heinrich II. konnte Waldemar schließlich in der Schlacht bei Gransee im August 1316 endgültig besiegen und bekam mit dem Templiner Frieden (25. November 1317) die Herrschaft Stargard dauerhaft als brandenburgisches Lehen zugesprochen.